# Lawrence C. Katz
Lawrence C. Katz (23 de dezembro de 1956 - 26 de novembro de 2005) foi um neurobiológo estadunidense. Foi pesquisador no Instituto Médico Howard Hughes. Seu laboratório estava localizado no Duke University Medical Center, onde ele foi o Professor James B. Duke de Neurobiologia (título).